# Łyżwiarstwo szybkie na Zimowych Igrzyskach Olimpijskich Młodzieży 2024
Zawody w łyżwiarstwie szybkim na Zimowych Igrzyskach Olimpijskich Młodzieży 2024 odbyły się w dniach 22–26 stycznia 2024 roku.
Zawodnicy i zawodniczki rywalizowali łącznie w siedmiu konkurencjach: w biegu na 500 i 1500 metrów, sztafecie mieszanej, oraz biegu ze startu wspólnego. Zawody rozgrywane były w koreańskim Gangneung, a areną zmagań było miejscowe Gangneung Oval.

## Klasyfikacja medalowa
*   Gospodarz ( Korea Południowa)
| Miejsce | Reprezentacja     | Złoto | Srebro | Brąz | Razem |
| ------- | ----------------- | ----- | ------ | ---- | ----- |
| 1       | Holandia          | 3     | 1      | 1    | 5     |
| 2       | Niemcy            | 3     | 0      | 0    | 3     |
| 3       | Chiny             | 1     | 3      | 1    | 5     |
| 4       | Korea Południowa* | 0     | 2      | 1    | 3     |
| 5       | Norwegia          | 0     | 1      | 1    | 2     |
| 6       | Japonia           | 0     | 0      | 2    | 2     |
| 7       | Polska            | 0     | 0      | 1    | 1     |
| Razem   | Razem             | 7     | 7      | 7    | 21    |

## Terminarz
Na podstawie:
| Data             | Godzina | Konkurencja                        | Złoto                         | Srebro                                   | Brąz                                |
| ---------------- | ------- | ---------------------------------- | ----------------------------- | ---------------------------------------- | ----------------------------------- |
| 22 stycznia 2024 | 11:00   | 500 metrów dziewcząt               | Angel Daleman                 | Jung Hui-dan                             | Waka Sasabuchi                      |
| 22 stycznia 2024 | 11:00   | 500 metrów chłopców                | Finn Sonnekalb                | Miika Johan Klevstuen                    | Shin Seo-nung                       |
| 23 stycznia 2024 | 11:30   | 1500 metrów dziewcząt              | Angel Daleman                 | Liu Yunqi                                | Hanna Mazur                         |
| 23 stycznia 2024 | 11:30   | 1500 metrów chłopców               | Finn Sonnekalb                | Pan Baoshuo                              | Sota Kubo                           |
| 25 stycznia 2024 | 11:30   | Sztafeta mieszana                  | Chiny Liu Yunqi · Pan Baoshuo | Korea Południowa Lim Lee-won · Heo Se-ok | Holandia Angel Daleman · Sem Spruit |
| 26 stycznia 2024 | 11:30   | Bieg ze startu wspólnego dziewcząt | Angel Daleman                 | Jasmijn Veenhuis                         | Liu Yunqi                           |
| 26 stycznia 2024 | 11:30   | Bieg ze startu wspólnego chłopców  | Finn Sonnekalb                | Pan Baoshuo                              | Eirik Andersen                      |